# Sunan Abu Dawud
Sunan Abu Dawud is een van de Kutub al-Sittah (zes grote hadith-collecties). Het werd verzameld door Abu Dawud.
Abu Dawud verzamelde 500.000 hadith, maar nam er slechts 4.800 op in deze collectie. Het kostte Abu Dawud 20 jaar om de hadith te verzamelen.